# 여진 (가수)
여진(呂眞, 1958년 1월 1일 대한민국 서울 출신)은 대한민국의 가수, 작사가, 작곡가 겸 대학 교수이다. 본명은 남궁은영이며, 서울특별시 출생이다. 한때 음악 교사를 지낸 전력이 있다.

## 생애
1958년 출생한 그녀는 서울대학교 음악대학 성악학과 재학 중 1978년 문화방송 라디오 창작 가요제에 입상하였고, 1979년 제1집 발표 이후 서울대학교 사범대학 부설여자중학교에서 음악 교사로 가수로서 간간히 활동하다가 1995년 교편을 접고, 2009년 제6집 음반을 출시하며 가수로 복귀하였다.

## 대표곡
《그리움만 쌓이네》라는 노래는 현재까지도 다양한 연령층에 애창곡으로 불리고 있으며, 직접 작사 및 작곡한 노래라고 알려져 있다. 이 후, 가수 겸 피아니스트 노영심, 가수 주현미, 윤민수, 이정, 마마무의 솔라 등의 후배 가수들이 리메이크하여 현재까지 연령층을 통틀어 인기 있는 노래로 불리고 있다.

## 학력
- 이화여자고등학교 졸업
- 서울대학교 음악대학 성악과 학사